# 神田莉緒香のKANDAFUL RADIO
『神田莉緒香のKANDAFUL RADIO』（かんだりおかのカンダフル ラジオ）は、2015年から放送されているニッポン放送のラジオ番組である。Twitterハッシュタグは、「#kandari、#KANDAFULRADIO」。

## 概要
シンガーソングライター・神田莉緒香の冠番組。毎週、リスナーからの投稿を読んだり、ピアノで弾き語りをしたり、ゲストを呼んで話しながら、ゲストに対しての弾き語りをしたりするトーク・音楽番組。
メールが採用されたリスナーには、『ステッカーを貼ろう貼ろう～計画！！』で残った、神田が描いたイラストの「kandariステッカー」をプレゼントしている。

## コーナー

### 10分番組枠でのコーナー
ふつおた
時間縮小のためコーナーが増やせず「普通のお便り」のコーナーだが、そのメールに合う曲を神田が歌ったり、曲を流したりする。
アナタの○○ソング作ります！
リスナーの身近に起こったエピソードをメールで募集し、それを神田の解釈の上で、即興で歌を歌う。

### 20分番組枠でのコーナー
ナンダカンダ即興ソング
リスナーから寄せられた3つほどの「お題」を歌詞に盛り込んで、即興で弾き語りをする。コーナー名は藤井隆の曲「ナンダカンダ」のパロディ。
このコーナーから「神田自身がリスナーとの思い出のエピソードと、その単語を募集して、一つの曲を作りたい！」というコーナーが始まり、リスナーから集めた言葉から出来た曲『ここから』をリリースした。
名曲！チェンジ・ザ・ワールド
「誰もが知っている名曲」をお題にして、「歌い出しの1フレーズ」と「サビの1フレーズ」を使って、即興曲を神田が作る。
クイズ！ゲスト発見
ゲストに関するクイズを3回出して、「ハリーさん人形」をいくつか賭けてポイントをかせぐコーナー（賞品などはない）。
KANDAFUL星占い
エンディングのコーナーであるが、無い場合もある。神田が生み出したキャラクター占い師「ダッフルさん」の週末の星占いのコーナー。ダッフルさんがおひつじ座のみ、細かな占いを教える。

### 番組企画
神田莉緒香の KANDAFULRADIO ハーゲンダッツ スペシャル
ハーゲンダッツとのコラボイベントが開催された。声優の茅原実里をゲストに、朗読劇やハーゲンダッツのラジオCMを弾き語りした。
バスクリンプレゼンツ 神田莉緒香のKANDAFUL “O” RADIO
バスクリンがスポンサーになり、バスクリンの営業担当者がゲストで出演。神田が考えた3つのラジオCMを弾き語り、その中から1つを選び、放送中のCMで使うようになった。
バスクリン新CMソングの制作が決定され、今回のCMソング内容「世界を意識したようなお風呂でたのしい英語のうた」を意識して、『バスクリンのうた』と神田が命名した。
東京の銭湯で、バスクリンと番組のコラボレーションイベントが開催。『バスクリンのうた』の弾き語りが披露され、その模様が放送された。好評につきニッポン放送で2回目のイベントが開催され、林家つる子がゲストに参加し、落語を披露した。
東放学園
神田の出身校である東放学園とのコラボレーションとして学園の生徒を集め、ゲストにアイデンティティを招いて公開収録。この放送は2週に分けて放送された。
ステッカーを貼ろう貼ろう～計画！！
番組200回目になる前に、番組ノベルティとして「番組ステッカーを作りたい！」とのことから、番組webサイトでアイデアの告知をした。その後、ステッカーが出来上がり、『番組のステッカーがあれば、ここに貼る！』とのエピソードを募集し、番組で読まれた人にステッカーがプレゼントされる企画が始動。しかし、番組の改編で新番組である『ミューコミVR』、『GO 三浦崇宏 ラジオ新大陸』、『YUGO・荘口 やりやラジオ』に時間枠に移動されると共に時間縮小。ノベルティの在庫が現在の時間帯で読まれた人に送られるようになる。

## 放送時間

### 現在
レギュラー放送
- 日曜 24:50 - 25:00（2024年10月 - ）

### 過去
レギュラー放送
- 金曜 21:30 - 21:50（2015年10月9日 - 2016年3月18日）
- 月曜 0:30 - 0:50（2016年4月3日 - 2021年4月）
- 日曜 18:50 - 19:00（2021年4月 - 2024年9月）

スペシャル放送
- 2016年1月3日 18:00 - 18:50
- 2016年2月28日 20:00 - 21:00